# Holleken
Holleken ou  't Holleken est un hameau de Linkebeek.  On y trouve le centre culturel de la commune : la Ferme Holleken. 

## Étymologie
Son nom signifie "petite colline".

## Rue Hollebeek
Cette rue traverse le hameau. Son nom par contre n'a rien à voir avec le nom du hameau ni avec un quelconque ruisseau. En effet, ce nom vient de la déformation de "elleboog", le coude en néerlandais car le chemin faisait un coude pour éviter la ferme de Hollebeek aujourd'hui disparue. 

## Gare de Holleken
Le hameau a une gare sur la ligne 124.